# Бааде 152
Бааде 152, по името на своя конструктор инж. Брунлоф Бааде, е първата разработка на германски пътнически реактивен самолет и най-значим проект в самолетостроенето на Германската Демократична Република. Той е изработен в самолетостроителния завод Елба. Тестван е в периода от 1958 до 1961 г. Построени били три прототипа, с които били направени изпитанията. Самолет 152 представлява крайното развитие на семейството самолети на Юнкерс.

## История

### Началото
След Втората световна война група немски инженери, сред които и специалисти от Юнкерс, са принудени да работят в СССР. Северно от Москва в Савьолово те построяват двумоторен реактивен бомбардировач, обозначен като (EF) 150 (по-късно „Алексеев-150“), работи се и по самолет обозначен като „Проект 15.2“, представляващ геометрично увеличен EF-150.
След завръщането си в ГДР през 1954 година, те представят своите разработки в самолетостроителния завод в Дрезден и извършват подобрения на „проект 15.2“ според най-новите изисквания. През 1955 г. новият самолет получава обозначение 152. Това название символизира последното стъпало в развитието на семейството самолети на Юнкерс. Тези самолети били наричани Entwicklungsflugzeug EF, както е бил обозначен и по-горе описаният самолет EF 150. Главен конструктор е инж. Брунлоф Бааде, който преди края на войната е работил по развойната програма на Юнкерс в Десау и след това до 1954 г. ръководи изследователска група в СССР.

### Начало на строежа и изпитания
След големи трудности с доставката на материали и закъснения с изработка на реактивния двигател Pirna 014, първият немски пътнически реактивен самолет е представен на 30 април 1958 година в присъствието на председателя на ГСДП Валтер Улбрихт и при голям обществен интерес.
При представянето му самолетът е готов на 30%, гондолите на двигателите са празни. Особеното на конструкцията на първия прототип 152/I V1 е остъкления нос с място за щурмана и тандемно разположените двигатели. Основният колесник е велосипеден тип (подобно на този при Boeing B-47 и Boeing B-52), с малки колесници в края на крилете. Тази схема се оказва неудобна за граждански самолет, затова на втория самолет 152/II колесникът е класически и се прибира в гондолата на двигателите. Тези преработки на конструкцията водят до забавяне на завършването на следващия експериментален самолет.
Тъй като подготовката на превидените двигатели Pirna 014 се забавя, на първия самолет са монтирани двигатели РД 9Д Туманский.
Първият полет е на 4 декември 1958 година и трае 35 минути. Екипажът е: командир – Вили Леман, Курт Беме – втори пилот и Паул Хеерлинг – бординженер.

### Катастрофата на самолет 152/I V1
Вторият полет се състои на 4 март 1959 година. Бааде и командирът на 152/I V1 Вили Леман решават да направят дългопланираните промени в изпитателната програма. Трябва да се направи филм и снимки на машината, която да прелети на ниска височина с прибран колесник. Молбата на капитан Леман да се повиши максималната скорост от 500 km/h на 600 km/h е отхвърлена. Бааде планира да използва снимките и филма в доклад, който да изнесе на Лайпцигския панаир два дена по-късно. За този рисков полет самолетът още не готов. Следобед се планира полет над територията на панаира, с цел да бъде впечатлен Никита Сергеевич Хрушчов и да се повишат търговските шансове на самолета.
Полетът трае 55 минути и завършва с катастрофа на 5,7 km от пистата. Загиват четиримата членове на екипажа: капитанът Вили Леман, вторият пилот Курт Беме, бординженерът Паул Хеерлиниг и инженер-изпитателят Георг Айсман. Те са погребани на братската могила на гробището Клоцче. Времето за разследване на катастрофата е ограничено от Валтер Улбрихт на една седмица. Министерството на държавна сигурност (ЩАЗИ) незабавно изготвя доклад, съдържанието на който е засекретено. Дори и днес са известни само части от този доклад.
Причина за катастрофата е загуба на подемна сила, вследствие на остър ъгъл на атака. Какво точно е предизвикало това, разследването не определя еднозначно. Докладът хвърля вината върху екипажа. След стръмно снижаване с двигатели работещи на празен ход, следва едновременно увеличаване на тягата и рязко повдигане на носа на самолета. Двигателите РД-9 се нуждаят от 17 – 20 секунди за да развият максимална мощност от режим на празен ход. Треакторията на полета е възстановена от записите на контролните уреди и съвпада с показанията на очевидците.
По-късно, при тестване на горивните системите, е установена недостатъчна вентилация на резервоара. Самолетът е снабден с „мек“ горивен резервоар, който е съставен от плоски гумени танкове, между които се появяват напрежения, вследствие на което се нарушава тяхното закрепване. Това може да доведе до недостатъчно захранване на двигателите с гориво. Срещу тази теза има сериозни доказателства, че при удара, както и 20 сек. преди това при последната радиовръзка с екипажа, двигателите са работили. Поради недостатъчно доказателства за горепосочената теза тя не се приема за сериозна.

### Закъснения и край на програмата
Втората серия прототипи е обозначена като 152/II. Различава се от първата по колесника, който е вече триопорен, липсва носовото остъкление, там е монтиран радар. На машината са монтирани нулева серия двигатели Pirna 014 A0. Първият полет на самолет 152/II V4 е на 6 август 1960 година, следва полет на 4 септември, двата полета траят съответно по 22 и 20 минути.
Третата машина 152/II V5 с двигатели Pirna 014 A0 е завършена на 7 септември 1960 година. По същото време са тестовете на горивната система на 152/II V4 и са установени нейните недостатъци. Прототип 152/II V5 никога не полита както е предвидено, тестван е на земята като е ускоряван по пистата до 160 km/h.
По времето когато са двата полета на 152/II V4, програмата вече изостава с три години от предварително планираното. Поради проблемите с резервоарите самолет 152 губи своя летателен ценз. Поради тази причина се предвижда забавяне на проекта с още една година. В началото на 1961 година се смята, че в края на годината ще се подновят летателните изпитания. Първоначално модерният самолет 152 е вече остарял, дори и в своята подобрена версия 152/II поради системни закъснения. Неговите ограничени пазарни шансове съвсем намаляват. Летателният сертификат, както и доставката за Дойче Луфтханза (Изток), имат вече четиригодишно закъснение и се предвиждат за 1963 година. Самолет 152 би се появил на пазара като един остарял модел. Междувременно Съветският съюз се отказва от първоначалната поръчка за 100 бр. от самолет 152, като в края на 1959 година, още веднъж потвърждават, че няма да купуват самолета. СССР вече имат свой пътнически самолет Ту-104 (първи полет 1955, в производство от 1956) и развитие при бомбардировача Ту-16 и Ту-124 (първи полет 1960, в производство от 1962). Пропадат и опитите за сглобяване на самолета в Южна Америка и Африка. Така остават единствено поръчките от Дойче Луфтханза (Изток) и Германската народна армия, които са за по-малко от 30 бр. При тези условия проект „152“ става вече нерентабилен.
На 28 февруари 1961 година политбюро на ГСДП взема решение за спиране на самолетостроенето. Решението е огласено на 17 март 1961. На 5 април е утвърдено от централния комитет на партията.
На 20 юни е последният полет с двигатели Pirna 014 монтирани на самолет Ил-28, това е края на програмата „Тип 152“.
На 13 юли 1961 година Министерският съвет на ГДР издава окончателна резолюция за закриване на авиационната индустрия, въпреки решението от началото на лятото за постройка на 16 броя самолета. За завършване на самолета авиоиндустрията се нуждае от 2 милиарда източногермански марки.
Поради закъснението е поръчана ограничена серия, въпреки спрените изпитателни полети. Тези машини с номера 08 и 09 са предвидени за Дойче Луфтханза (ГДР), до спиране на програмата те са почти готови и се предвижда да се използват в изпитателната програма с цел ликвидиране на изоставането. Следват ги машини с номера до 13, които са в различен етап на готовност.
С малки изключения е унищожена цялата авиоиндустрия в ГДР. Всички машини, и завършените и тези, които се сглобяват, са унищожени незабавно. С някои запазени детайли и елементи, останали от серийното производство, през 1995 година е реставрирано тялото на самолет № 11. Днес той се намира като експонат на летище Дрезден.
След прекратяване на строежа инж. Бааде става директор на Института по леки конструкции към Техническия университет Дрезден. Неговият водещ конструктор инж. Ханс Воке, работил по-рано и в Юнкерс, разработва през 1964 година в Хамбург малкия реактивен самолет HFB 320 HansaJet (Ханзаджет). Самолетът е с изразена обратна стреловидност на крилата, подобно на разработките на Юнкерс от края на ВСВ.
Халета, намиращи се на летището, се ползват за производство на селскостопански машини. Дрезденските самолетни заводи се занимават с ремонт и поддръжка на самолетите Ил 14 на Интерфлуг, с поддръжката на бойните самолети Миг 15, 17, 21 и 23 и на вeртолетите Ми 2, 4, 8, 24. Дрезден отново е център на самолетостроенето в Германия, на територията на някогашните заводи сега е изграден Самолетостроителен завод Елба, който е част от EADS (European Aeronautic Defence and Space Company) – Европейски аерокосмически отбранителен концерн.

### Характеристики
Технически характеристики
- Екипаж: 6
- Места брой: 48/57/72
- Дължина: 31,4 m
- Размах: 26,3 m
- Височина: 9,53 m
- Площ на крилата: 136 m²
- Маса празен 28 580 kg
- Максимална стартова маса: 46 500 kg
- Двигатели: Pirna 014
- Тяга на двигателите: 4 × 30.9 kN

Летателни характеристики
- Максимална скорост: 920 km/h
- Крейсерска скорост: 800 km/h
- Далечина на полета: 2000 – 2500 km